# Kinyongia rugegensis
Espèce
Kinyongia rugegensis est une espèce de reptiles de la famille des Chamaeleonidae.

## Systématique
L'espèce Kinyongia rugegensis a été décrite en 2017 par Daniel F. Hughes (d), Chifundera Kusamba (d), Mathias Behangana (d) et Eli Bowen Greenbaum (d),.

## Répartition
| Localisation du Burundi dans le Monde |

| Localisation du Burundi dans le Monde |

Cette espèce se rencontre au Burundi.

## Description
L'holotype de Kinyongia rugegensis, une femelle adulte, mesure 123,9 mm dont 67,3 mm pour la queue.

## Étymologie
Son épithète spécifique, composée de rugeg[e] et du suffixe latin -ensis, « qui vit dans, qui habite », lui a été donnée en référence au lieu de sa découverte, les hauts plateaux de Rugege, une région montagneuse dans le Nord du Burundi. 

## Publication originale
- (en) Daniel F. Hughes, Chifundera Kusamba, Mathias Behangana et Eli Greenbaum, « Integrative taxonomy of the Central African forest chameleon, Kinyongia adolfifriderici (Sauria: Chamaeleonidae), reveals underestimated species diversity in the Albertine Rift », Zoological Journal of the Linnean Society, Linnean Society of London et OUP,‎ 20 mai 2017 (ISSN 1096-3642 et 0024-4082, OCLC 01799617, DOI 10.1093/ZOOLINNEAN/ZLX005, lire en ligne).